# Gymnothorax angusticauda
Gymnothorax angusticauda es una especie de pez de la familia de los morénidas en el orden de los Anguilliformes.

## Morfología
Los machos pueden llegar a alcanzar los 50 cm de longitud total.

## Distribución geográfica
Se encuentra en el Mar Rojo e Indonesia.